# 拉隆凯特
拉隆凯特（法語：Lalonquette，法語發音：[lalɔ̃kɛt]）是法国大西洋比利牛斯省的一个市镇，位于该省东北部，属于波城区。

## 地理
拉隆凯特（43°29'18"N, 0°19'21"W）面积5.32 平方千米，位于法国新阿基坦大区大西洋比利牛斯省，该省份为法国东南部省份，涵盖了贝阿恩与北巴斯克，西临大西洋比斯開灣，北至朗德省，东北接热尔省，东临上比利牛斯省，南与西班牙接壤。
与拉隆凯特接壤的市镇（或旧市镇、城区）包括：克拉拉克、加尔莱德蒙代巴、米奥桑拉尼斯、泰兹。

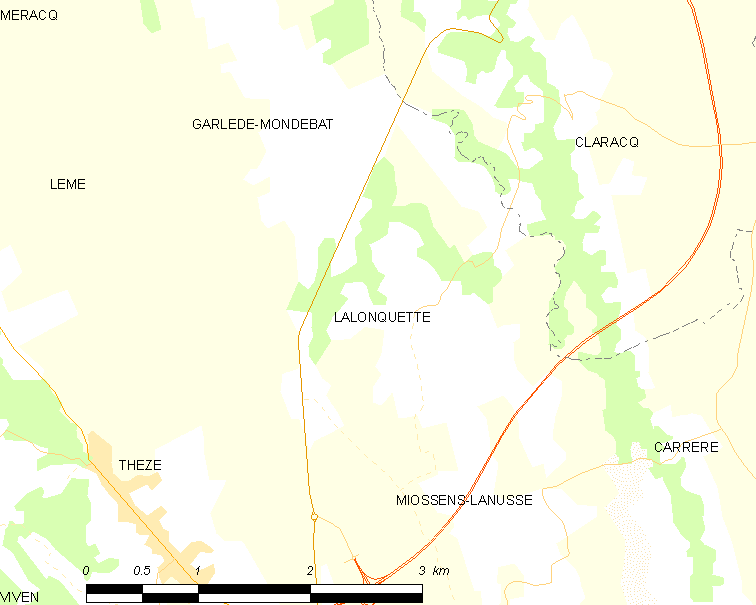
拉隆凯特的OSM定位图

拉隆凯特的时区为UTC+01:00、UTC+02:00（夏令时）。

## 行政
拉隆凯特的邮政编码为64450，INSEE市镇编码为64308。

## 政治
拉隆凯特所属的省级选区为吕伊河土地和维克比伊山坡县。

## 人口

1962-2008年间拉隆凯特人口变化图示

拉隆凯特于2022年1月1日时的人口数量为251人。